# ایستگاه متروی مالبیک
ایستگاه متروی مالبیک (انگلیسی: Maelbeek/Maalbeek metro station) نام یکی از ایستگاه‌های متروی شهر بروکسل است.

این ایستگاه هم از طریق خط شماره ۱ و هم از طریق خط شماره ۵ متروی بروکسل خدمات دهی می‌شود.

در ۲۲ مارس ۲۰۱۶ ( ۳ فروردین ۱۳۹۵ ) بر اثر حمله تروریستی، انفجاری در این ایستگاه رخ داد که به کشته شدن دست کم ۱۵ نفر و مجروح شدن ۵۵ نفر منجر شد.